# Nguyễn Cao Luyện
Nguyễn Cao Luyện (1 tháng 3 năm 1908 – 10 tháng 10 năm 1987) là một kiến trúc sư, nhà báo, và Đại biểu Quốc hội Việt Nam. Ông được trao tặng Giải thưởng Hồ Chí Minh về Văn học Nghệ thuật vào năm 1996.

## Tiểu sử
Ông sinh năm 1907 tại Nam Định, trong một gia đình nhà nho nghèo. Lớn lên, khi đang học Trường Thành chung Nam Định, do hăng hái hoạt động trong tổ chức học sinh yêu nước và tham gia bãi khoá trong phong trào để tang cụ Phan Châu Trinh (24 tháng 3 năm 1926), nên ông bị đuổi học.

## Học ngành kiến trúc
Năm 20 tuổi, ông thi đỗ vào khóa III Trường Cao đẳng Mỹ thuật Đông Dương. Sau một năm học khoa mỹ thuật, ông chuyển sang học khoa kiến trúc, cùng học với Hoàng Như Tiếp. Năm 1933, ông đỗ đầu khóa và được gửi sang Pháp tu nghiệp một năm tại Xưởng thiết kế của Le Corbusier và Auguste Perret.
Là một kiến trúc sư bậc thầy trong sử dụng bê tông, các công trình của Auguste Perret đã để lại dấu ấn sâu sắc trong quan điểm sáng tạo của Nguyễn Cao Luyện.
Sau khi về nước, ông mở phòng kiến trúc tư ở 42 Tràng Thi – Hà Nội, đây là văn phòng kiến trúc đầu tiên của kiến trúc sư người Việt ở Việt Nam. Những công trình đầu tay của ông ở Hà Nội là như Bệnh viện 167 Phùng Hưng, Trường tư thục Thăng Long ở Ngõ Trạm, các biệt thự 77 Nguyễn Thái Học, 65 Lý Thường Kiệt (nay là Đại sứ quán Cộng hòa Cuba)... Kiến trúc sư Nguyễn Cao Luyện còn tham gia giảng dạy ở Trường Cao đẳng Mỹ thuật Đông Dương, một trong số các học trò của ông là kiến trúc sư Huỳnh Tấn Phát.
Cuối năm 1935, cùng kiến trúc sư Hoàng Như Tiếp từ Huế ra, hai ông đã thực hiện kiểu "Nhà ánh sáng" khá giản dị, thiết kế toàn từ những vật liệu rẻ tiền, nhưng tạo nên nơi ăn chốn ở văn minh, hợp vệ sinh cho nhiều người dân nghèo ở bãi Phúc Xá, Hà Nội.
Năm 1939, hai ông cùng với kiến trúc sư Nguyễn Gia Đức thành lập Văn phòng Kiến trúc Luyện - Tiếp - Đức. Bộ ba Luyện - Tiếp - Đức chính là những người tiên phong khởi xướng ra các ý tưởng về không gian và hình dáng của kiến trúc Việt Nam, tiếp thu ảnh hưởng của văn hóa và kiến trúc Pháp, đồng thời khai thác nét văn hóa truyền thống của dân tộc, đã để lại hàng chục công trình có giá trị thẩm mỹ cao, ghi dấu ấn trong nền kiến trúc Việt Nam trước Cách mạng tháng 8. Những công trình đáng chú ý như toà nhà tại đường Nguyễn Thái Học (nay là trụ sở Liên hiệp Hợp tác xã Việt Nam), biệt thự số 7 Thiền Quang (nay là trụ sở Cảnh sát Hình sự PC45 Hà Nội), 215 Đội Cấn và 38 Bà Triệu (Nhà in Tạp chí Cộng sản).

## Tham gia kháng chiến
Ngày 22 tháng 7 năm 1946, ông được bầu làm Ủy viên Trung ương khóa I Đảng Xã hội Việt Nam mới thành lập.
Kháng chiến bùng nổ, ông cùng Hoàng Như Tiếp đi kháng chiến ở Phúc Yên thuộc Liên khu 1, chiến khu Việt Bắc. Trong thời gian này, ông đã góp sức tập hợp các kiến trúc sư theo kháng chiến, tổ chức các phòng kiến trúc ở Liên khu 1, Liên khu 10, Liên khu 3, Liên khu 4.
Ngày 27/4 năm 1948, ông được bầu vào Ban chấp hành Đoàn Kiến trúc sư Việt Nam tức Hội Kiến trúc sư Việt Nam sau này.
Tháng 4 năm 1950, ông cùng Kiến trúc sư Nguyễn Văn Ninh được cử phụ trách Vụ Kiến trúc (ông Ninh làm Giám đốc, ông làm Phó Giám đốc) thuộc Bộ Giao thông Công chính đóng tại Đại Từ (Thái Nguyên), rồi chuyển sang Yên Bình (Tuyên Quang). Trong kháng chiến, Kiến trúc sư Nguyễn Cao Luyện đã hào hứng đi vào sáng tác các kiểu nhà có nội dung sử dụng mới, hình thức phù hợp với thời chiến như nhà triển lãm, chòi phát thanh, trụ sở Ủy ban Kháng chiến Hành chính. Nhiều mẫu nhà được vẽ bằng mực tím trên đất sét hoặc thạch in trên giấy giang để phổ biến trong chiến khu. Ngoài ra, ông còn nghiên cứu, tìm hiểu kiến trúc dân gian của các dân tộc miền núi.

## Hoạt động quản lý
Sau năm 1954, ông Nguyễn Cao Luyện tiếp tục đảm nhiệm nhiều nhiệm vụ trong Chính phủ đương thời như đại biểu Quốc hội các khóa II, III, IV, ủy viên thường vụ Đoàn Kiến trúc sư Việt Nam và Viện trưởng Viện Kiến trúc, Bộ Kiến trúc - Thủy lợi, Thứ trưởng Bộ Kiến trúc (nay là Bộ Xây dựng), Ủy viên Thường vụ Ủy ban Trung ương Hội Văn học - Nghệ thuật Việt Nam trong nhiều khóa. Ông là Hiệu trưởng đầu tiên của trường Đại học Kiến trúc Hà Nội và tham gia giảng dạy ở các trường đại học khác.
Ông là tác giả của các công trình Trụ sở Quốc hội ở 35 Ngô Quyền, Hội trường Ba Đình (đồng tác giả với kiến trúc sư Trần Hữu Tiềm), khu biệt thự Trung ương ở Hồ Tây và nhà triển lãm 25 năm thành lập nước Việt Nam Dân chủ Cộng hoà tại Bạch Mai, trụ sở UBND tỉnh Nghĩa Lộ, Bảo tàng Cổ vật Nam Định (1975). Ông là tác giả của hai cuốn sách nổi tiếng viết về lịch sử kiến trúc Việt Nam, đó là Từ những mái nhà tranh cổ truyền (1977), và Chùa Tây Phương - một công trình kiến trúc cổ độc đáo (1987). Ông nghỉ hưu năm 65 tuổi.
Ông mất ngày 10 tháng 10 năm 1987 ở Hà Nội, hưởng thọ 80 tuổi.

## Vinh danh
Với những đóng góp cho nền kiến trúc, ông được Nhà nước trao tặng Huân chương Độc lập và Giải thưởng Hồ Chí Minh đợt I (1996).
Tên của ông được Hội đồng nhân dân thành phố Hà Nội đặt cho một con đường tại phường Giang Biên, quận Long Biên. Đường Nguyễn Cao Luyện nối từ đường Ngô Gia Tự, chạy xuyên qua Khu đô thị Việt Hưng, là một trong những con đường thuận tiện để đi từ Cầu Đuống ra đường Nguyễn Văn Linh (quốc lộ 5).
Tại quận Sơn Trà, Đà Nẵng cũng có đường Nguyễn Cao Luyện.

## Gia đình
Con trai của ông là kiến trúc sư Nguyễn Trực Luyện từng giữ chức chủ tịch Hội Kiến trúc sư Việt Nam.
Cháu nội của ông là kiến trúc sư Nguyễn Trí Thành